# Hotel Ilunion San Mamés
El Hotel Ilunion San Mamés es un hotel de cuatro estrellas situado en la calle Pérez Galdós e integrado en el edificio de la Estación de Bilbao Intermodal de la villa de Bilbao.

## Historia
Inaugurado el 7 de mayo de 2021 y ubicado sobre la terminal de autobuses de Bilbao, está operado bajo la cadena hotelera de Ilunion, la marca de las empresas del Grupo Social ONCE.
Consta de once plantas con 168 habitaciones, salas de reuniones y zonas comunes e incorpora medidas de accesibilidad y ahorro energético.
Es el tercer establecimiento de la compañía en el País Vasco, junto al Ilunion Bilbao y el Ilunion Donostia, y más del 85% de sus trabajadores tiene algún tipo de discapacidad.

## Comunicaciones
- Estación de Bilbao Intermodal.
- Intercambiador de San Mamés.

## Edificios y ubicaciones adyacentes
- Estación de Bilbao Intermodal.
- Torres de Garellano.
- Hospital de Basurto.
- Estadio de San Mamés.